# Mane Bajić
Pour les articles homonymes, voir Bajić.
Mane Bajić ou Мане Бајић, né le 7 décembre 1941 et mort le 6 mars 1994, est un footballeur yougoslave des années 1960 et 1970.

## Biographie
En tant que milieu, Mane Bajić fut international yougoslave à deux reprises (1966-1969) pour aucun but inscrit.
Sa première sélection fut honorée le 6 novembre 1966 à Sofia contre la Bulgarie, qui se solda par une défaite (6-1). Sa deuxième et dernière sélection fut honorée le 30 avril 1969 à Barcelone, contre l'Espagne, qui se soalda par une défaite (2-1).
Il joua pour deux clubs : le premier, yougoslave, le Partizan Belgrade et le second, français, le Lille OSC. Avec le premier, il remporta deux fois le championnat yougoslave et fut finaliste de la Coupe des clubs champions européens en 1966, battu en finale par le Real Madrid. Avec le second, il remporta une D2, zone nord en 1971. 

## Clubs
- 1962-1970 :  FK Partizan Belgrade
- 1970-1972 :  Lille OSC

## Palmarès
- Championnat de Yougoslavie de football

- - Champion en 1963 et en 1965
  - Vice-champion en 1968 et en 1970
- Ligue des champions de l'UEFA
  - Finaliste en 1966
- Championnat de France de football D2
  - Champion en 1971 (groupe Nord)